# Ljudmila Wassiljewna Aksjonowa
Ljudmila Wassiljewna Aksjonowa (russisch Людмила Васильевна Аксёнова, englisch Lyudmila Aksyonova; * 23. April 1947 in Sewastopol, Russische SFSR, UdSSR) ist eine ehemalige sowjetische Sprinterin, die sich auf den 400-Meter-Lauf spezialisiert hatte.
1976 wurde sie mit ihrer persönlichen Bestzeit von 51,27 s sowjetische Meisterin. Im selben Jahr erreichte sie bei den Olympischen Spielen in Montreal das Finale und gewann in der 4-mal-400-Meter-Staffel mit der sowjetischen Mannschaft Bronze.